# Seleção Italiana de Polo Aquático Feminino
A Seleção Italiana de Polo Aquático Feminino representa a Itália em competições internacionais de polo aquático.

## Títulos
- Jogos Olímpicos (1): 2004

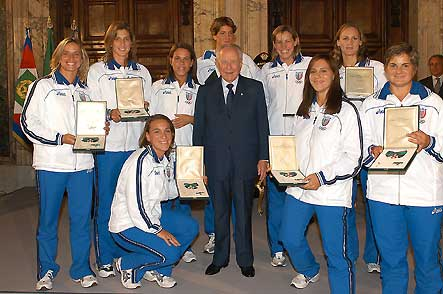
Tania Di Mario e as Setterosa, com o então presidente Carlo Azeglio Ciampi depois da medalha de ouro de 2004

- Campeonato Mundial (2): 1998 e 2001
- Campeonato Europeu (4): 1995, 1997, 1999 e 2012

## Ligações Externas
- Sítio Oficial

- Sítio Oficial: Site Oficial